# Alcis paraphiata
Alcis paraphiata är en fjärilsart som beskrevs av W. Warren 1900. Alcis paraphiata ingår i släktet Alcis och familjen mätare. Inga underarter finns listade i Catalogue of Life.